# 格里·哈奇
格里·哈奇（Gerry Hutch，1963年—）是一个爱尔兰人，前罪犯。他是爱尔兰两起最大的持械抢劫的主要嫌疑犯。

## 生平
1985年出狱之后，由于追求简单的生活方式，开始信仰宗教，而且主导“有纪律，禁慾主義的生活方式”，被称为“修道士”。他在都柏林市中心区的帮助生活条件差的儿童，并鼓励他们不去吸毒。